# Ouder-Amstel
Ouder-Amstel este o comună în provincia Olanda de Nord, Țările de Jos. 

## Localități componente
Duivendrecht, Ouderkerk aan de Amstel, Waver.